# محافظة بقيق
محافظة بقيق، هي إحدى محافظات المنطقة الشرقية في السعودية، وعاصمتها الإدارية مدينة بقيق، محافظة بقيق من الفئة ب.

## المساحة والسكان
- تبلغ مساحة محافظة بقيق 6,630 كم.
- بلغ عدد سكان محافظة بقيق (64,632) نسمة حسب تعداد السعودية 2022، عدد السعوديين (33,669) نسمة، وعدد غير السعوديين (30,963) نسمة.[3]